# 黑克胡沙伊德
黑克胡沙伊德是德国莱茵兰-普法尔茨州的一个市镇。总面积8.28平方公里，总人口135人，其中男性72人，女性63人（2011年12月31日），人口密度16人/平方公里。